# Bientalophora regularis
Bientalophora regularis is een mosdiertjessoort uit de familie van de Pustuloporidae. De wetenschappelijke naam van de soort is, als Pustulopora regularis, voor het eerst geldig gepubliceerd in 1883 door MacGillivray.